# In echt
In echt ist das zweite Album der Hamburger Band Die Sterne. Es wurde im Soundgarden Studio in Hamburg aufgenommen und erschien 1994 auf dem Label L’age d’Or.

## Titelliste
1. Einzugsermächtigung – 0:47
2. Du darfst nicht vergessen zu essen – 3:57
3. Universal Tellerwäscher – 4:07
4. Nüchtern – 4:17
5. Es möchte echt sein – 3:30
6. Franzi und Crack – 4:04
7. Kein Mitleid – 3:49
8. Vorabendprogrammredakteur – 4:23
9. Il Silenzio – 3:26
10. Zum Totschlagen zu schön – 5:37
11. Unland – 5:07
12. Offenbarungseid – 1:34

### Titelinformationen
Il Silenzio wurde von Frank Spilker alleine geschrieben und Josef Thoene spielt bei diesem Titel als Gastmusiker Trompete. Alle anderen Titel wurden von der gesamten Band geschrieben.

## Veröffentlichungen
Das Album wurde 2005 wiederveröffentlicht. Es enthält vier Bonustitel, wobei die Lieder Eifersucht spricht und Jetzt nicht auf keiner vorherigen Veröffentlichung enthalten waren. Der Titel Klammer zu ist der EP Universal Tellerwäscher entnommen und Swinging Safari ist ursprünglich auf dem Album Posen zu finden.